# Wonder Woman
Wonder Woman là một siêu anh hùng hư cấu xuất hiện trong truyện tranh Mỹ, được xuất bản bởi DC Comics. Nhân vật là công chúa chiến binh của Amazon (dựa trên nhân vật Chiến binh Amazon trong thần thoại Hy Lạp) và được biết đến ở quê hương cô với vai trò là công chúa Diana của xứ Themyscira. Khi không ở quê hương, đôi khi cô được biết đến với danh tính bí mật là Diana Prince.
Wonder Woman được tạo ra bởi các nhà tâm lý học người Mỹ và nhà văn William Moulton Marston. Nhân vật đầu tiên xuất hiện trong All Star Comics #8  vào tháng 12 năm 1941. Hình ảnh của cô được miêu tả như một nữ siêu anh hùng chiến đấu cho chính nghĩa, tình yêu, hòa bình và Bình đẳng giới đã làm cho nhân vật trở thành biểu tượng của nữ quyền ở một số nước phương Tây.
Wonder Woman thường xuyên xuất hiện trong cuốn truyện tranh gồm đội siêu anh hùng Justice Society (từ năm 1941) và Justice League (từ năm 1960). Và cô có kẻ thù chính là Ares, thần chiến tranh.

## Chuyển thể
Wonder Woman được xuất hiện trong nhiều phương tiện truyền thông như: loạt phim hoạt hình, đồ chơi,... Wonder Woman được xuất hiện trong phim Batman v Superman: Dawn of Justice và thể hiện bởi Gal Gadot, đánh dấu sự trở lại của nhân vật sau hơn 70 năm lịch sử. Cô cũng xuất hiện trong phim Justice League. Phim riêng về Wonder Woman bao gồm phim Wonder Woman được công chiếu vào ngày 2 tháng 6 năm 2017 và phần tiếp theo là Wonder Woman 1984 được ra mắt tại Mỹ vào tháng 12 năm 2020.

## Sức mạnh
Wonder Woman được miêu tả là một chiến binh, bậc thầy võ thuật, được dạy và có kinh nghiệm trong cả võ thuật cổ đại và hiện đại, kể cả võ thuật của người Amazon. Cô thành thục cách sử dụng đôi vòng tay Amazon của mình và chiếc dây thòng lọng bằng vàng. Batman đã từng gọi cô là "chiến binh cận chiến tốt nhất trên thế giới". Phiên bản hiện đại của nhân vật này chỉ sử dụng vũ lực khi cô thấy cần thiết.
Trong New 52, võ thuật siêu việt của cô là thành quả của việc huấn luyện chiến binh Amazon và từ Ares, thần chiến tranh. Phiên bản Thời đại vàng của nhân vật còn có kiến thức về tâm lý học.
Wonder Woman cũng có một số điểm yếu, cô có thể bị đánh bại bởi một số loại độc tố, ma thuật hoặc vũ khí đặc biệt. Batman đã sử dụng các điểm yếu này để đánh bại Wonder Woman trong một số lần giao đấu (khi cô bị tẩy não thành tay sai của kẻ ác).